# ティサ・イシュトヴァーン
ティサ・イシュトヴァーン伯爵（ハンガリー語: Szegedi és borosjenői gróf Tisza István、1861年4月22日 - 1918年10月31日）はハンガリーの貴族・政治家。2度にわたりオーストリア＝ハンガリー二重帝国のハンガリー王国首相を務め、特に再任時には第一次世界大戦開戦に立ち会った。ドイツ名はシュテファン（もしくはイシュトヴァーン）・ティサ（Stephan (István) Tisza Graf von Borosjenő und Szeged）。

## 経歴
1861年、ハンガリーの大地主貴族で15年にわたって首相を務めたティサ・カールマーンの子としてペシュトに生まれた。1887年に国会議員になって以降、オーストリアとのアウスグライヒ体制とドイツとの同盟関係を維持すべく努力し、保守派政党である国民労働党を率いて父カールマン引退後のハンガリー政治を20年余りにわたって指導した。1903年11月3日、ハンガリー王国首相に任命されたが、選挙での与党の敗北により1905年6月18日に辞任、ついで1912年から下院議長を務めたのち、1913年6月10日に首相に再任された。
ティサは保守派の首相としてあらゆる改革を拒否し、1914年8月の第一次世界大戦勃発に際しては、当初オーストリア＝ハンガリーの参戦に慎重であったが、結局賛成した。1916年、皇帝（およびハンガリー国王）に即位したカール1世により（ハンガリーでの）普通選挙制施行などの改革が提案されるとこれを拒否して対立、1917年6月15日に首相を解任された。そして1918年10月、大戦の敗北で二重帝国が崩壊しハンガリー革命が始まるなか、彼は革命派の兵士によって殺害された。1916年にはオーストリア首相カール・シュテュルクが在任中に暗殺されており、大戦開始時の二重帝国の両首相はいずれも暗殺による非業の死を遂げることになった。